# Istituto Upaya e Centro Zen
Upaya Institute and Zen Center è un centro per la pratica Zen residenziale situato a Santa Fe, nel Nuovo Messico, fondato da Joan Halifax Roshi. È un centro specializzato sull'integrazione della pratica Zen con l'azione sociale, attraverso la tradizionale coltivazione della saggezza e della compassione in senso buddista. Upaya è incentrato sui servizi nei settori della morte e del morire, del lavoro carcerario, dell'ambiente dei diritti delle donne e del lavoro per la pace. Nel 2002 Joan Halifax ha fondato l'ordine buddista Prajna Mountain Forest Refuge è un'organizzazione senza scopo di lucro, Prajna è un nuovo ordine buddista nel lignaggio di Taizan Maezumi Roshi, dell'Ordine Zen Peacemaker e di White Plum Asanga .

## Residenza
Upaya offre residenza sia a breve che a lungo termine per aspiranti praticanti Zen. Il programma della residenza è destinato a persone che desiderano praticare e apprendere vivendo nella comunità di Upaya. Viene offerto un programma di 4 mesi con la possibilità di assumere un impegno a lungo termine.

## Galleria d'immagini

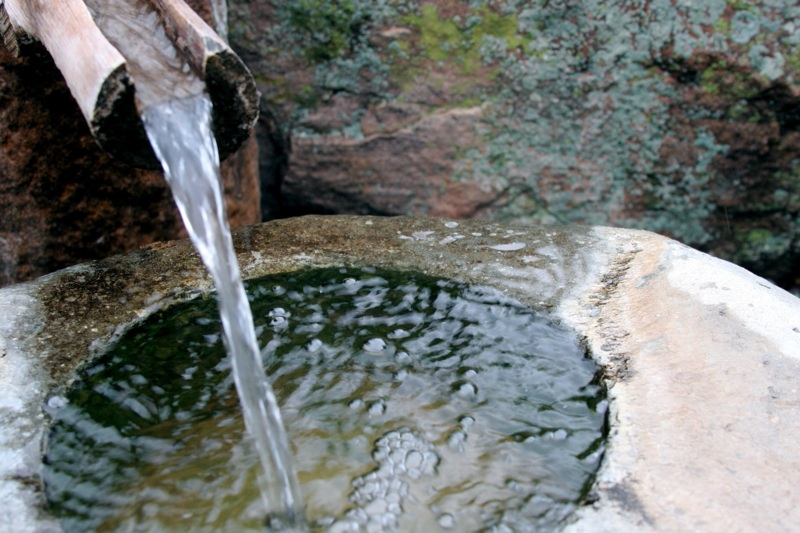
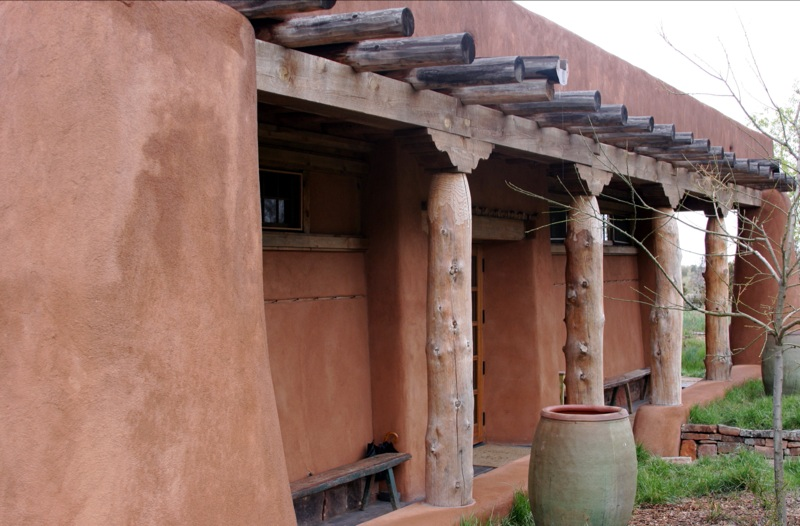
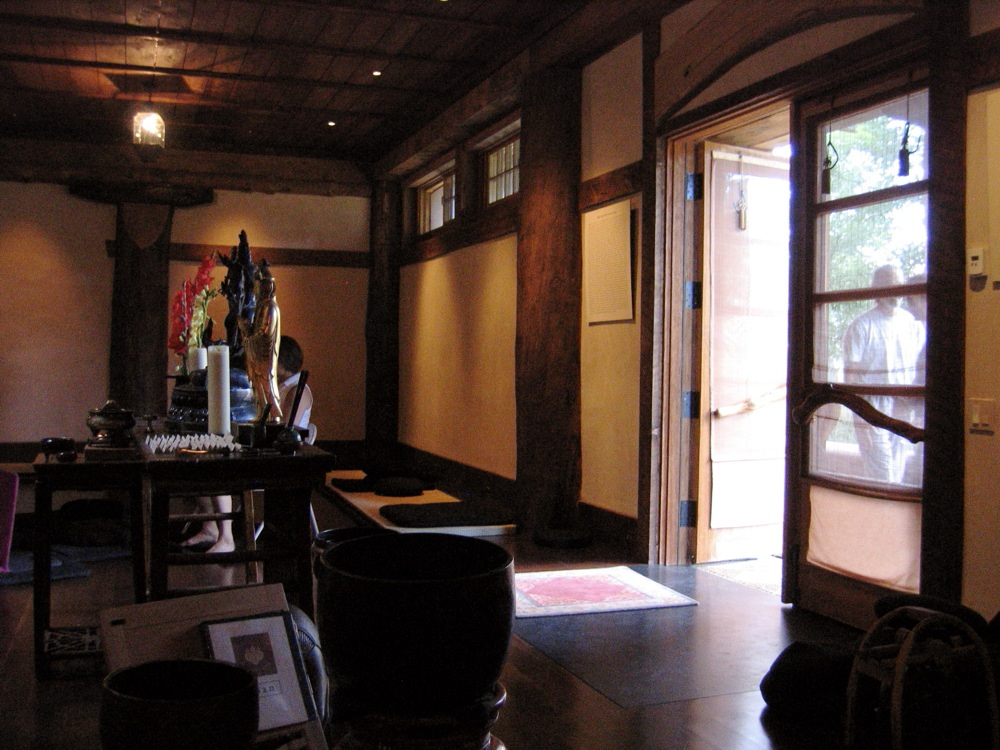
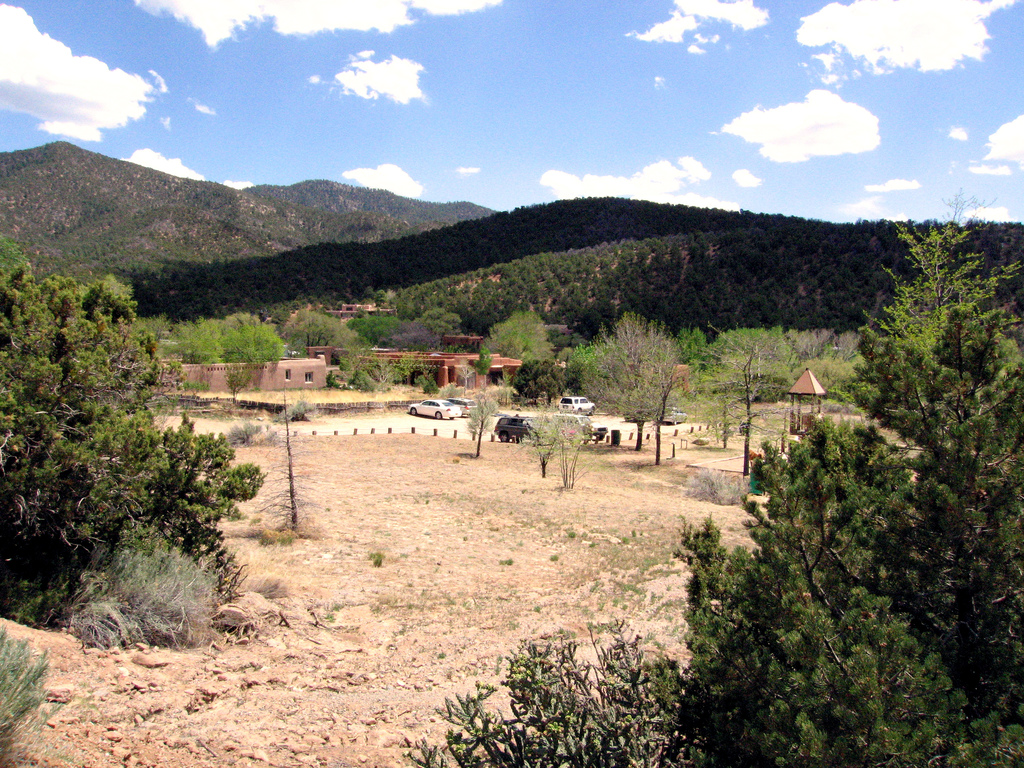
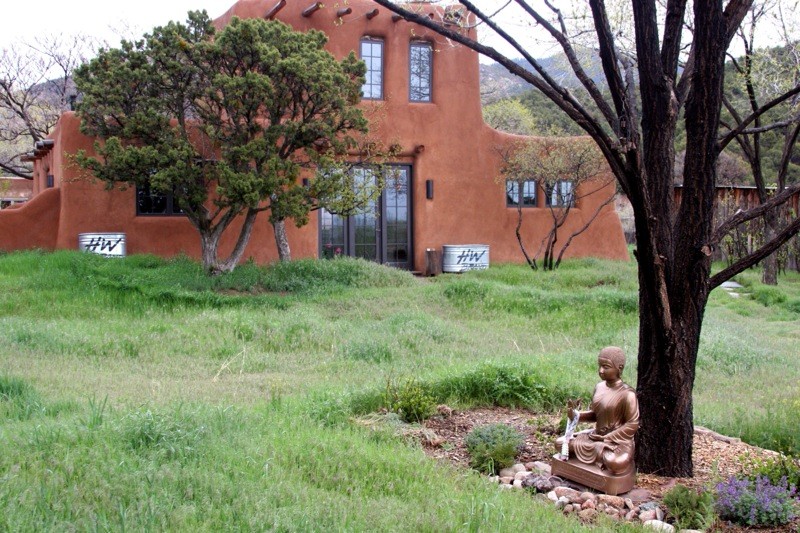
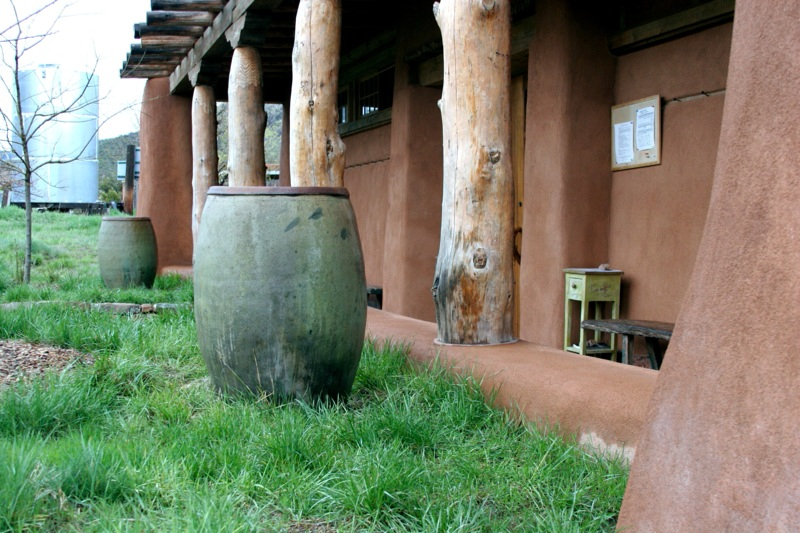
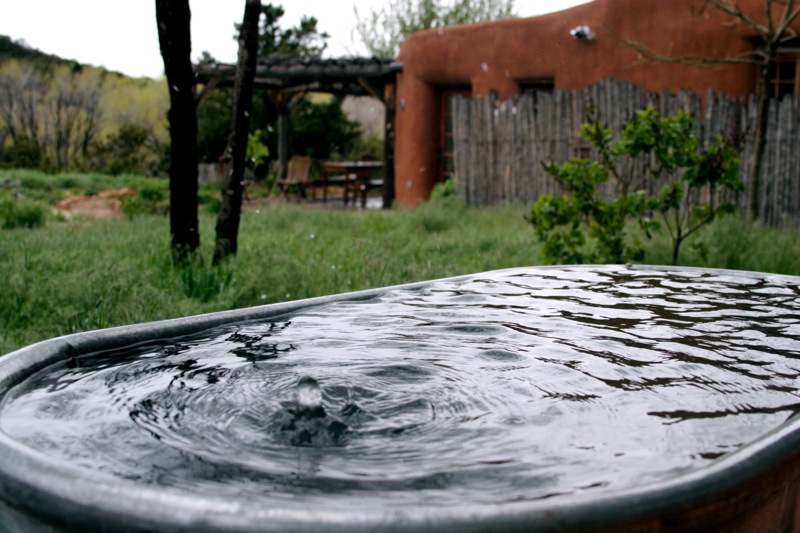
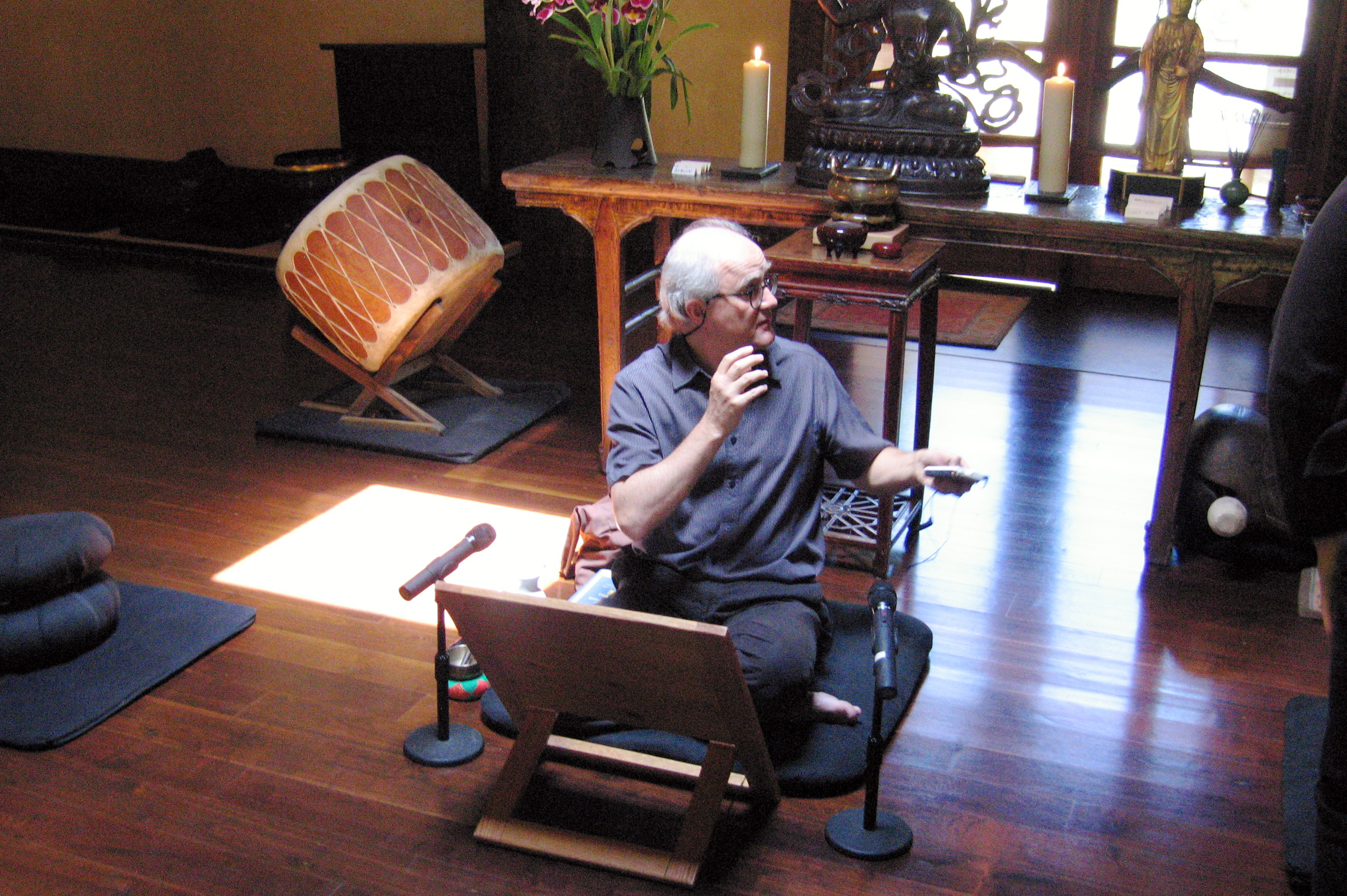
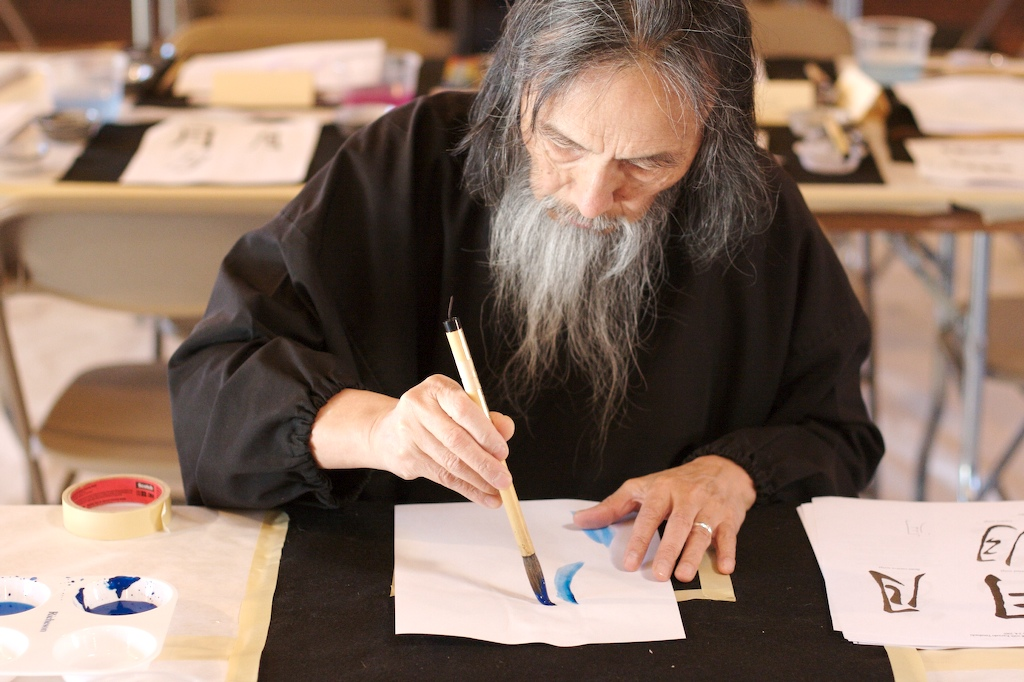
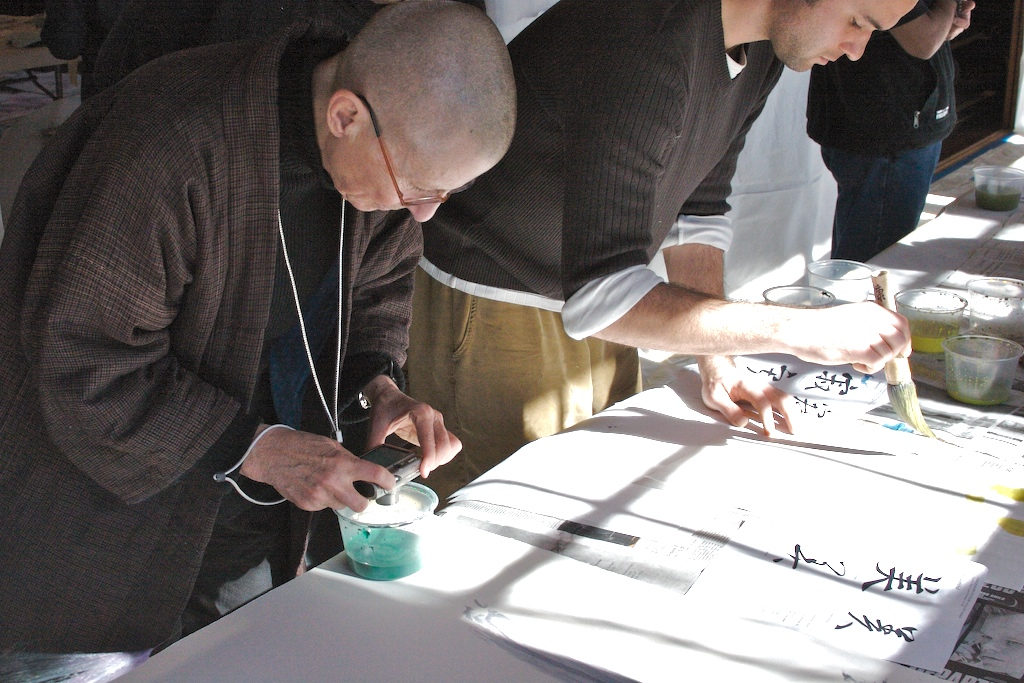
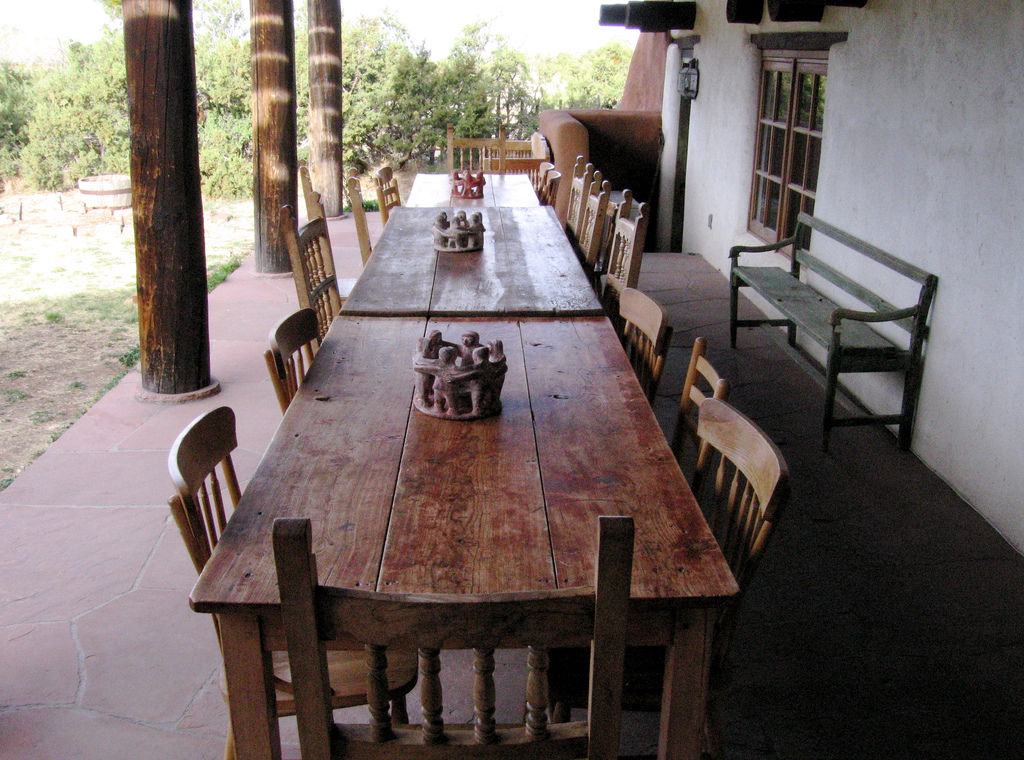